# SSP
SSP (acrónimo de South Side Posse, que em português significa "O bando do lado sul") é um grupo de rap angolano. Formou-se em 1992, sendo constituído pelos elementos Big Nelo, Paul G, Jeff Brown e Kudy.

## História
Os SSP foram criados inicialmente na Alemanha onde residia Big Nelo, A partir do convívio dos jovens integrantes da banda. O grupo lançou-se depois em Angola em 1992, com um estilo musical marcado pelo rap e influenciado por vários outros géneros musicais (jazz, soul, funk, salsa e ragga). Inicialmente a sua atividade incidia principalmente em atuações ao vivo para comunidades, escolas, etc., utilizando a música e a dança como elo entre as culturas africanas e ocidentais.

## Discografia

### 99% de Amor (1996)
Após alguns anos de actividade, foi firmado em 1996 um contrato com a editora Vidisco, que levou à gravação do seu primeiro trabalho discográfico, intitulado "99% de Amor", cujo som foi caracterizado pela fusão de ritmos aliados ao rap. Os SSP transformaram-se assim no primeiro grupo de rap angolano a conseguir editar um trabalho discográfico, um marco importante na história do rap em Angola.
| N.º | Título             | Duração |  |
| 1.  | "SSP"              |         |  |
| 2.  | "Festa (Desbunda)" |         |  |
| 3.  | "Olhos Café"       | 3:28    |  |
| 4.  | "Te quiero"        |         |  |
| 5.  | "Miúda"            |         |  |
| 6.  | "Tell me baby"     |         |  |
| 7.  | "Sei que ela"      |         |  |
| 8.  | "Paixão (Tânia)"   |         |  |
| 9.  | "Come Back"        |         |  |
| 10. | "Pitanga Boa"      |         |  |
| 11. | "Amiga (R.I.P)"    |         |  |

### Odisseia (1998)
O segundo álbum, lançado em 1998, levou os SSP a uma digressão internacional que passou por Angola, África do Sul, Cabo Verde, Inglaterra, Portugal e Moçambique, país onde as vendas atingiram o disco de prata.
| N.º | Título                               | Duração |  |
| 1.  | "Intro"                              | 0:38    |  |
| 2.  | "Sim ou Não (Tanto Faz)"             | 3:34    |  |
| 3.  | "Eu Só Quero Te Amar"                | 3:39    |  |
| 4.  | "Canta Comigo (Essa Keta)"           | 3:58    |  |
| 5.  | "Deus"                               | 5:02    |  |
| 6.  | "C.H.U.L.A.$" (skit)                 | 0:18    |  |
| 7.  | "Perigosa"                           | 3:32    |  |
| 8.  | "Toy Cuba" (skit)                    | 1:09    |  |
| 9.  | "Os Reis da Noite"                   | 3:50    |  |
| 10. | "Luta Pelo Teu Amor"                 | 4:00    |  |
| 11. | "Promessa Eterna"                    | 5:04    |  |
| 12. | "Freestyle" (interlúdio)             | 1:25    |  |
| 13. | "Punidores da Fofoca"                | 4:06    |  |
| 14. | "Eu Te Confesso"                     | 4:15    |  |
| 15. | "Etu Mwangola"                       | 3:03    |  |
| 16. | "Eu Só Quero Te Amar (Versão Playa)" | 3:35    |  |
| 17. | "Abandalho"                          | 2:38    |  |
| 18. | "Can You Feel It?" (outro)           | 0:55    |  |

### Alfa (2000)
O terceiro álbum do grupo foi lançado em Fevereiro de 2000. A nova versão do tema "Sempre que amor me quiser" integra o álbum como a homenagem dos SSP e de Lena d'Água a Ramiro Martins, produtor do primeiro álbum do grupo e ex-marido de Lena d'Água, que faleceu durante as gravações do segundo álbum. Neste trabalho discográfico os SSP contaram com as participações de vários artistas convidados, como: TC, Boss AC, Gutto e Lucky-mc. O álbum foi inicialmente apresentado em Angola, num espectáculo em Março de 2000, tendo sido o primeiro grupo a conseguir lotar o pavilhão da Cidadela. A tournée seguiu depois com igual sucesso para Portugal, Macau, Moçambique, Cabo Verde, S. Tomé e Príncipe, Inglaterra e Brasil.
| N.º | Título                                            | Duração |  |
| 1.  | "Alfa" (intro)                                    | 1:40    |  |
| 2.  | "Apesar da Minha Dor"                             | 4:03    |  |
| 3.  | "Aventura (Nha Manera)" (feat. Lucky-mc)          | 4:36    |  |
| 4.  | "Amar Sem Ser Amado"                              | 4:05    |  |
| 5.  | "Debate" (interlúdio)                             | 1:45    |  |
| 6.  | "Não Vale a Pena Julgar"                          | 3:56    |  |
| 7.  | "Playa's"                                         | 4:46    |  |
| 8.  | "Táctica Lírica"                                  | 3:47    |  |
| 9.  | "Chama Por Mim (Se Precisas)"                     | 3:34    |  |
| 10. | "Sonhos de Rua"                                   | 4:52    |  |
| 11. | "Tem Cuidado"                                     | 3:48    |  |
| 12. | "3 Discos" (interlúdio)                           | 1:27    |  |
| 13. | "Every Woman (Needs Man)" (feat. Boss AC)         | 4:47    |  |
| 14. | "Sempre Que o Amor Me Quiser" (feat. Lena d'Água) | 3:44    |  |
| 15. | "Operação Alfa"                                   | 4:16    |  |
| 16. | "Fofa Provocante"                                 | 7:57    |  |

### Amor e Ódio (2003)
"Amor e Ódio" foi o álbum que marcou o regresso dos SSP, tendo o grupo sofrido algumas mudanças: do alinhamento inicial ficaram apenas Big Nelo e Jeff Brown. Este álbum foi gravado em Portugal e no Brasil, abrangendo várias sonoridades e fusões musicais. Entre as composições de Amor e Ódio, estão algumas participações de artistas conceituados, como a do músico e compositor brasileiro Djavan no tema "Meu Bem Querer", de Max Viana no tema "Samurai", e do músico luso-caboverdiano Tó "TC" Cruz no tema "Dime Porque (Tu Te Vás)". Este trabalho conta ainda com dois samples de músicas do músico angolano Lucky-mcTH3 FR13NDS.
| N.º | Título                               | Duração |  |
| 1.  | "S.S.P. Não Vai Parar"               |         |  |
| 2.  | "Dime Porque (Tu Te Vás)" (feat. TC) |         |  |
| 3.  | "Negra De Karapinha"                 |         |  |
| 4.  | "Meu Bem Querer" (feat. Lucky-mc)    |         |  |
| 5.  | "Quem É Que Me Faz Feliz (Tu)"       |         |  |
| 6.  | "Táctica (2ª Parte)"                 |         |  |
| 7.  | "Amor De Mãe (É Lindo)"              |         |  |
| 8.  | "Samurai" (feat. M16)                |         |  |
| 9.  | "Inveja (Trabalha)"                  |         |  |
| 10. | "Ser Angolano Kuia (Remix Yo)"       |         |  |
| 11. | "Fans (Obrigado)"                    |         |  |
| 12. | "La Vida (É Buena)"                  |         |  |
| 13. | "Ser Angolano Kuia" (faixa bónus)    |         |  |

Momento da Trajectória (2006)
"Momento da Trajectória" foi o álbum que marcou o fim do SSP, este álbum foi gravado em Portugal e no Brasil, abrangendo várias sonoridades e fusões musicais.